# باراكودا (طوربيد)

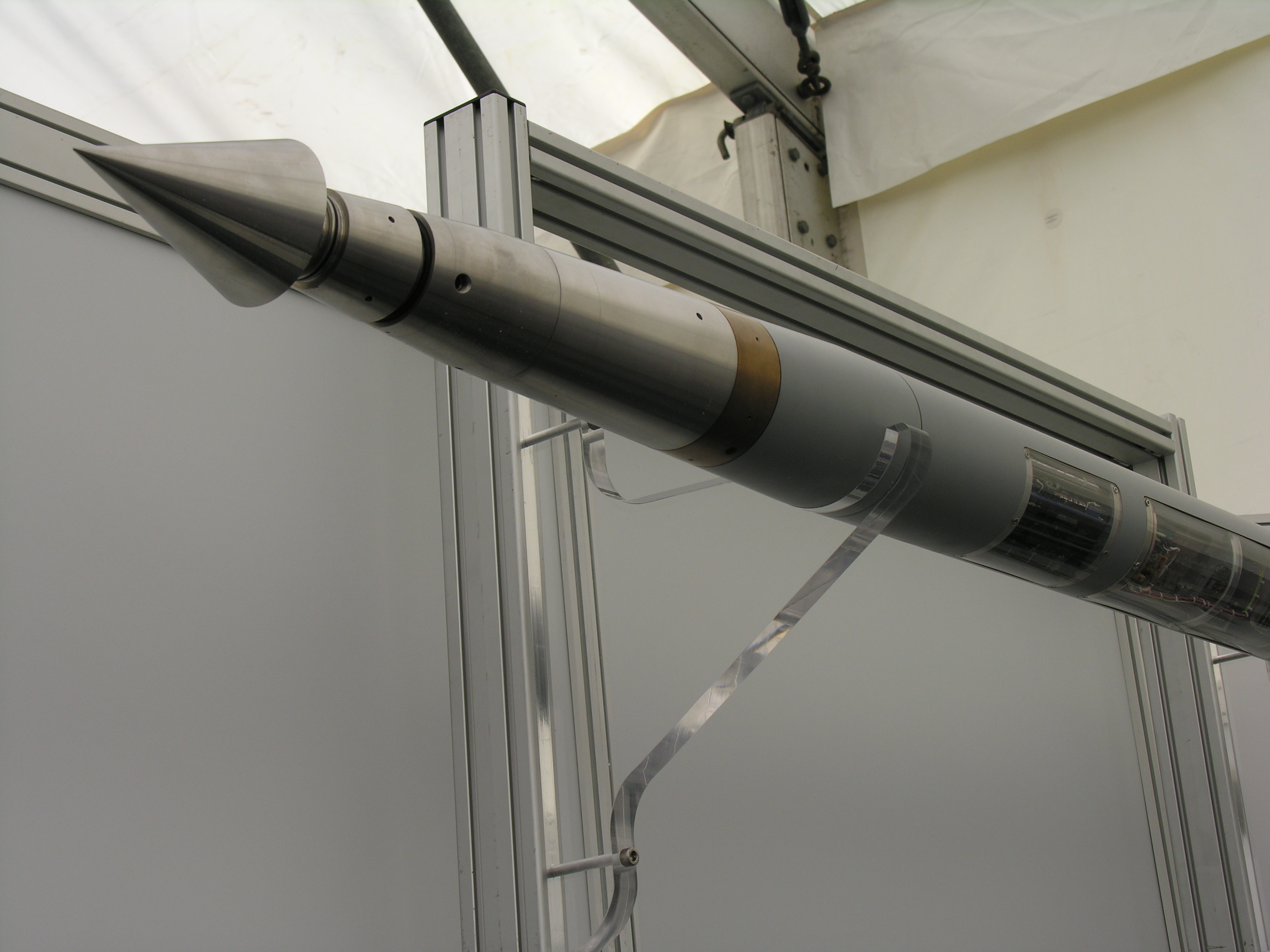

باراكودا طوربيد تجوفي من صنع ألماني من شركة ديل ديفانس بي جي تي التي هي فرع من فروع شركة ديل. تم تطويره بتعاون مع  البحرية الألمانية وعرض أول مرة للعموم سنة 2005. ونظرا للسرعة الفائقة اللازمة لتكون الهالة الغازية (ابتداء من 180 كلم في الساعة تقريبا) فإن هذا الطوربيد لا يستعمل أنظمة دفع مروحية بل نظام دفع صاروخي نفاث. ومن أهم ميزات هذا الطربيد هو إمكانية التحكم فيه وذلك عن طريق رأس متحرك في المقدمة والتحكم في نفثان الغاز وذلك للتحكم في الهالة الغازية المحيطة به. تبلغ سرعة هذا الطربيد 400 كلم في الساعة ويمكن إطلاقه من الغواصات  أو الطائرات على حد السواء. وبسبب هذه الخاصيات فإنه في الوقت الراهن لا يوجد نظام دفاعي ضدها.

## وصلات خارجية
http://www.diehl-bgt-defence.de/